# (535026) 2014 WV509
(535026) 2014 WV509 est un objet transneptunien d'environ 200 km de diamètre.